# Ischnomera girardi
Ischnomera girardi  (лат.) — вид жуков-узконадкрылок.

## Распространение
Распространён в провинции Юньнань в Китае.

## Описание
Известны только самки. Самка в длину достигает 8,4 мм. Переднеспинка с рассеянным, нежным тёмно-бурым опушением, имеет жёлтую или оранжевую окраску. Надкрылья — чёрные с синим металлическим оттенком. Брюшко самки чёрно-синеет.